# Pontiac G6
Der Pontiac G6 ist ein Mittelklassewagen, welcher im Herbst 2004 auf dem nordamerikanischen Automarkt eingeführt wurde. Er ersetzte den Pontiac Grand Am und war als Limousine, Coupé und Cabrio erhältlich.
Im November 2009 endete mit einem G6-Modell die Gesamtproduktion der Marke Pontiac nach 103 Jahren.

## Modellgeschichte
Das Modell basiert auf der Epsilon-Plattform von General Motors, welche auch die Grundlage für den Chevrolet Malibu, den Saab 9-3 und den Opel Vectra bildet. Der G6 besitzt wie diese Frontantrieb.
Als Motoren waren ein 2,4-Liter-Vierzylinder (172 PS), ein 3,5-Liter-V6 (203 PS), sowie ein 3,9-Liter-V6 (243 PS) erhältlich. Zum Modelljahr 2006 wurde der bisherige 3,5-Liter-Motor durch eine Neukonstruktion gleicher Größe ersetzt, die 225 PS leistete. Ab 2007 war ein vom 3,9-Liter abgeleiteter 3,6-Liter-V6 lieferbar. Die Schaltung erfolgt entweder über eine 4-Gang-Automatik, eine 6-Gang-Automatik mit Autostickfunktion (manueller Schaltmodus) oder eine manuelle 6-Gang-Schaltung. Gebaut wurde das Fahrzeug in Lake Orion, Michigan (USA).

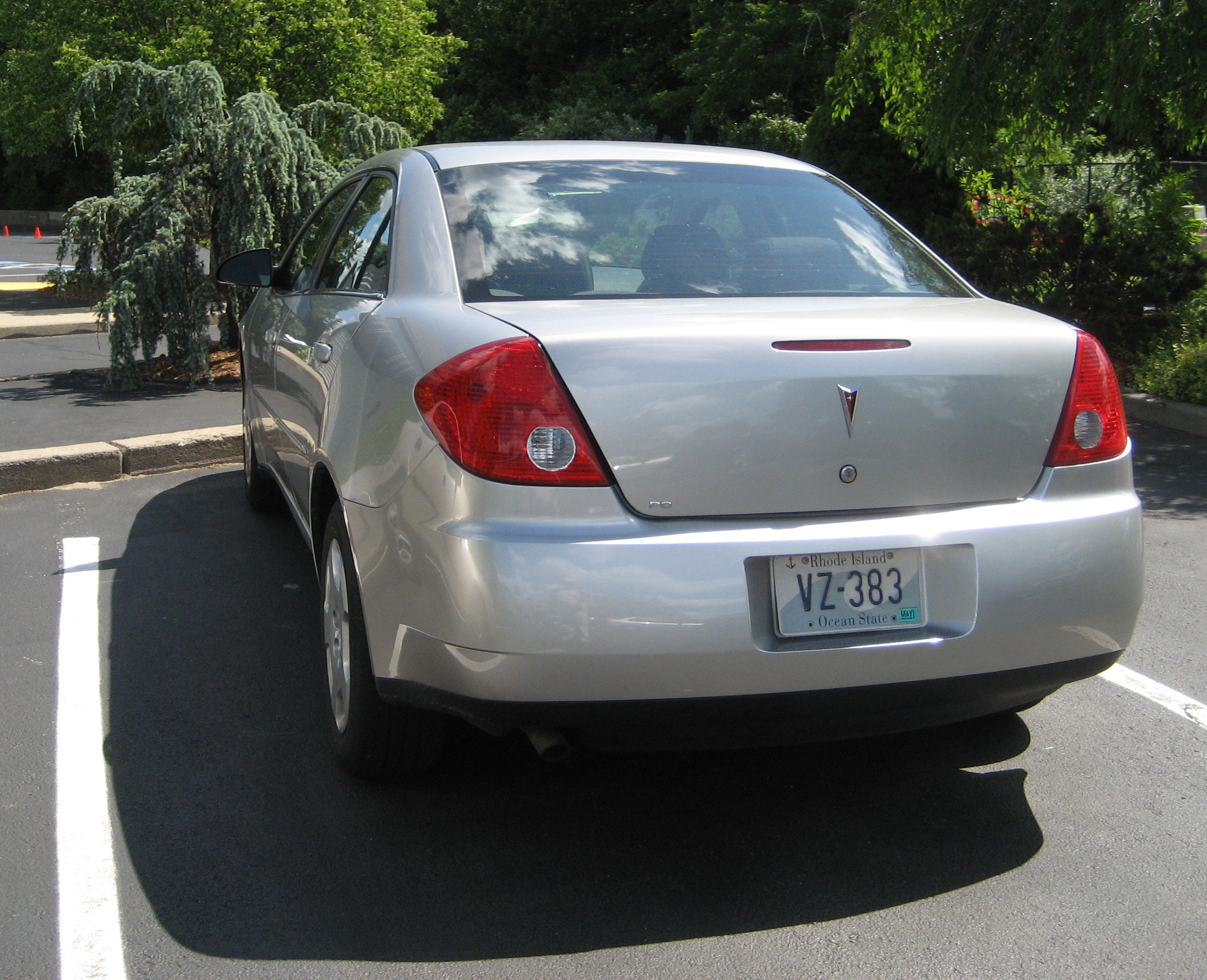
Heckansicht
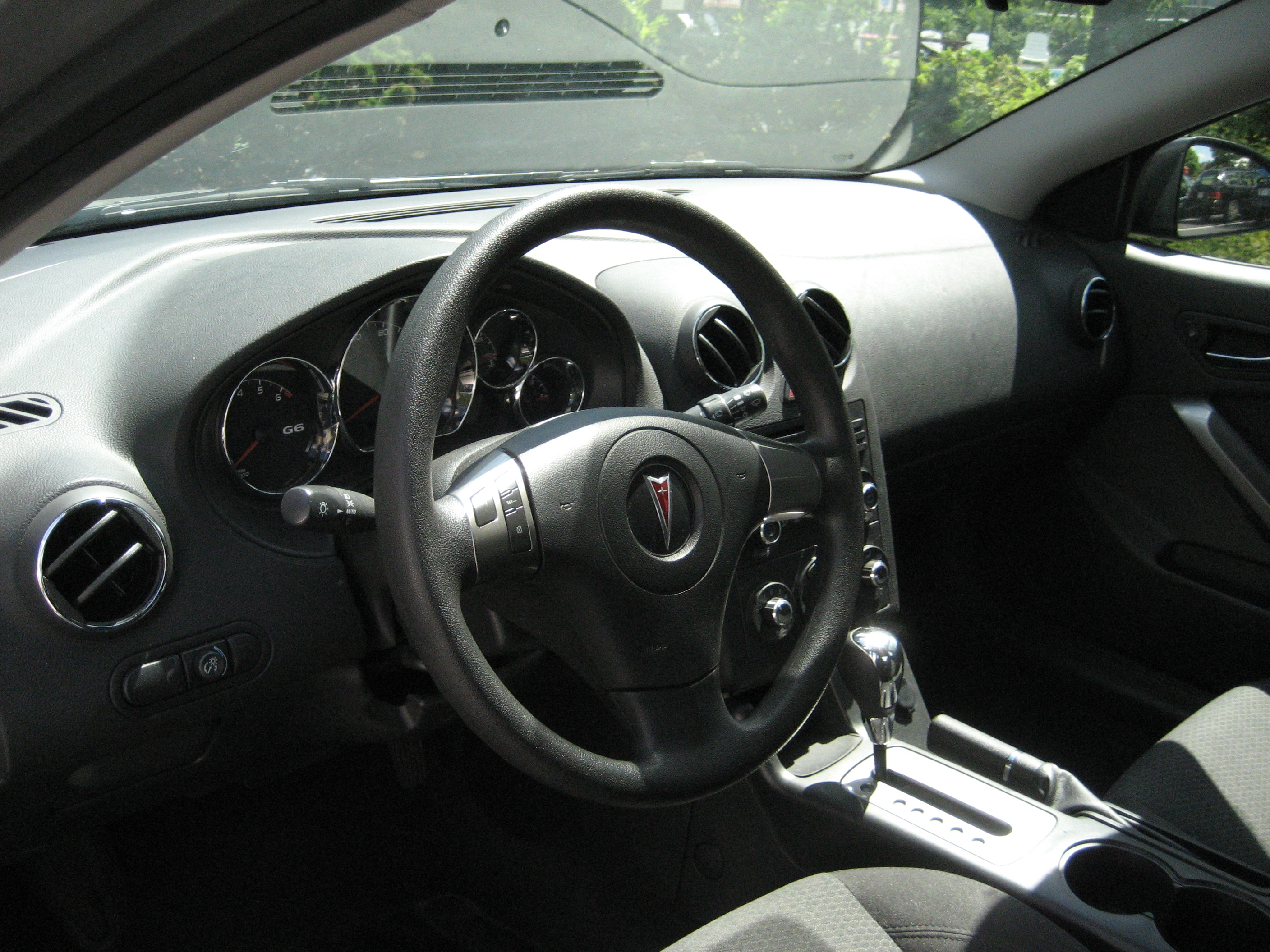
Cockpit
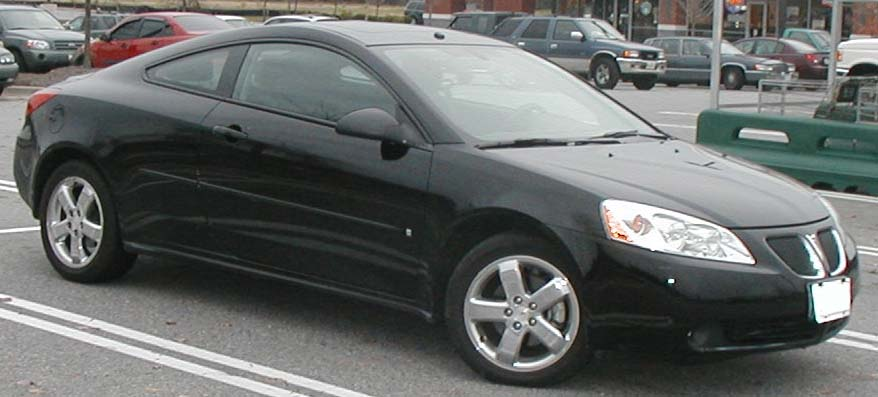
Pontiac G6 Coupé (2006)
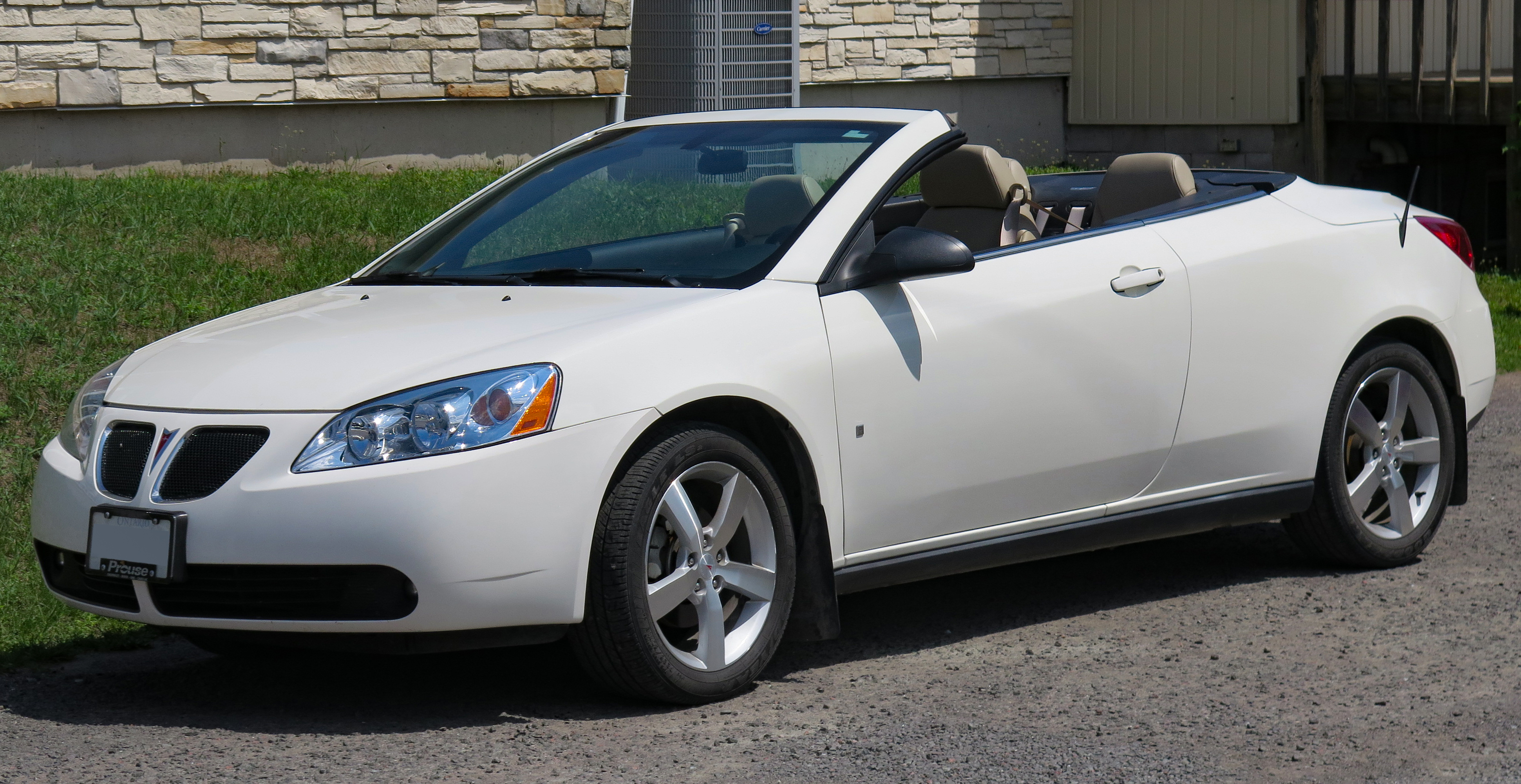
Pontiac G6 Convertible (2007)

### Ausstattungen
Lieferbar war der G6 in den Ausstattungsversionen Basis, GT und GTP.
Ab dem Modelljahr 2008 wurde die Linie GTP durch die Ausführung GXP ersetzt, welche mit einem 188 kW (255 PS) starken 3,6-Liter V6, einer Sechs-Gang-Automatik (Hydra-Matic 6T70) sowie einem modifizierten Frontgrill ausgestattet war. Die Preisliste begann 2008 bei 19.415 $ (ca. 12.300 €) für die Limousine, 23.750 $ (ca. 15.000 €) für das Coupé und 30.860 $ (ca. 19.500 €) für das Cabrio (Nettopreise).

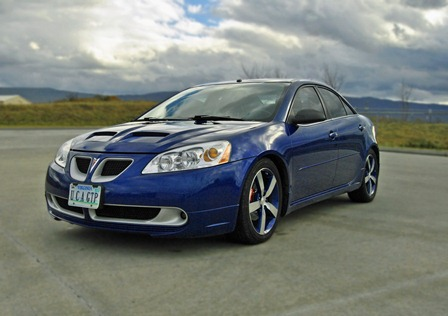
Pontiac G6 Sedan GTP (2006)
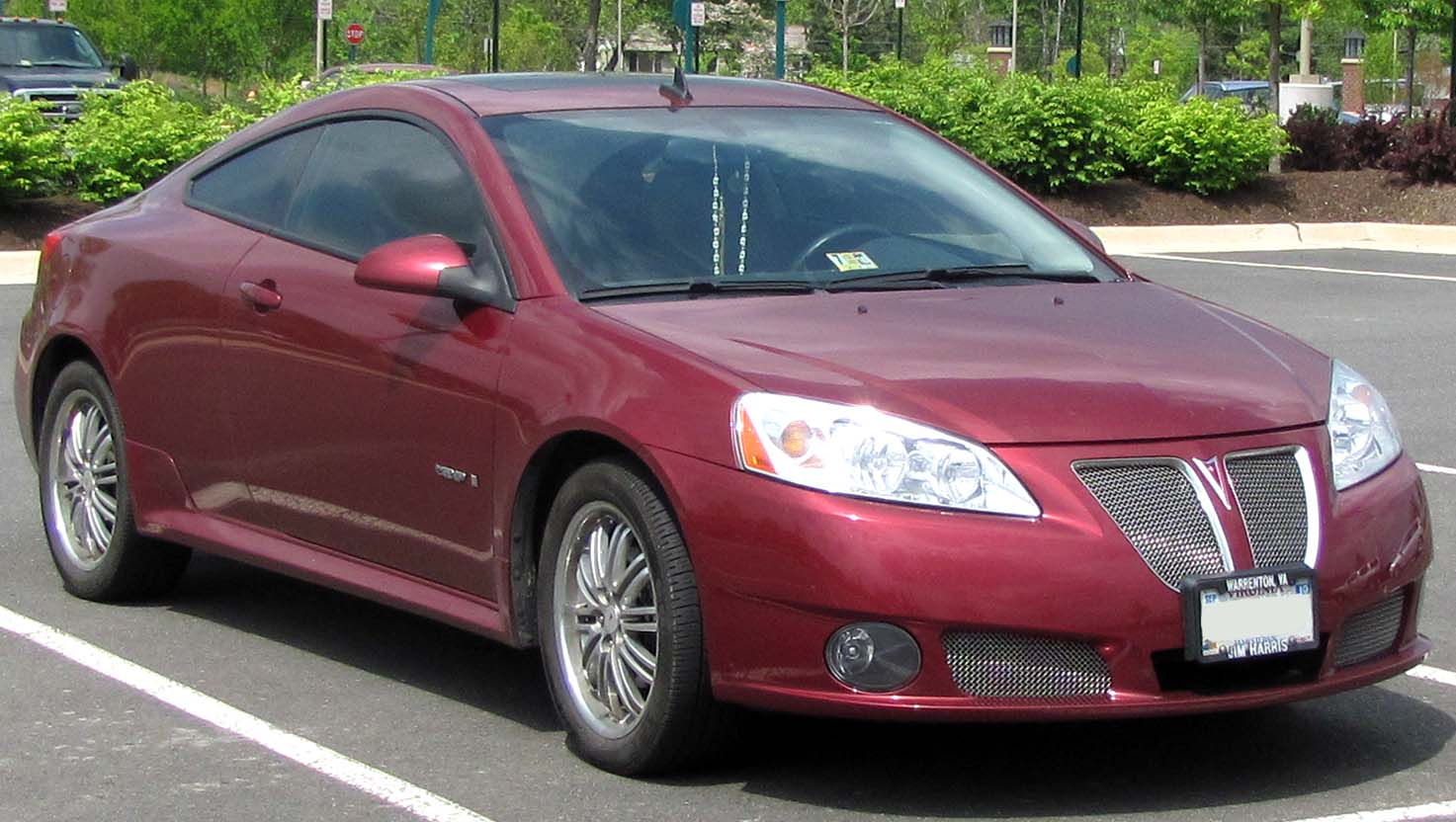
Pontiac G6 Coupé GXP (2009)